# 迷失決勝分
《迷失決勝分》（英語：Match Point）是一部2005年首映的英國劇情驚悚片，由伍迪·艾伦導演。

## 劇情
放棄職業生涯的網球手克里斯（乔纳森·雷·麦耶斯飾），改行教打球，因此認識了富家公子湯何韋（馬修·古德飾）及其妹克蘿伊（艾蜜莉·摩提默飾）。克里斯為了前途，趁著克蘿伊對自己產生好感時展開攻勢，得以逐漸涉入她家的商業帝國，並認識了湯何韋的女友，失意演員諾拉（史嘉蕾·喬韓森飾）。兩人心下暗許，但不露形跡。諾拉在男友家要求她「面對現實」的壓力下，與克里斯引爆愛火，但只想當成是場意外。
湯何韋終在家庭壓力下與諾拉分手，而克里斯和克蘿伊結婚；憑着岳父的提拔，克里斯平步青雲。但在克蘿伊不斷要求生兒育女的壓力下，加上對諾拉所欲不遂，念念不忘，而頗感鬱悶。有一天，克里斯去看畫展，重遇搬回倫敦的諾拉，兩人的慾火一發不可收拾。經過一段時間，諾拉佔有慾越來越強，又不小心懷孕了，強烈要求克里斯負起責任，向克蘿伊交代一切，幾乎就在人前引爆真相。深怕事情敗露的克里斯不願放棄安穩的生活，決定滅口。他射殺了諾拉及其房東，將現場佈置成強盜殺人，再赴與妻子的約會製造不在場證明。
警方還是將克里斯列為關係人，因為被搜出來的諾拉日記上記載了兩人的戀情。克里斯只得扮成深怕自己的外遇隨著命案被揭發的緊張丈夫，實則內心天人交戰。
警長想通了他的佈局，認為兩被害人若非同時受害，就能動搖克里斯的不在場證明。但街上死了個無家可歸的癮君子，口袋裡有公寓裡的贓物，於是被當成為錢搶劫殺人的真凶。警長雖認為自己的推測有其可能性，但實在難以說服陪審團。克蘿伊成功懷孕生子，湯何韋祝新生兒一生幸運，唯帶著罪惡感繼續過著舒適生活的克里斯知道什麼是幸運。

## 演員
- 乔纳森·雷·麦耶斯 飾 Chris Wilton
- 史嘉蕾·喬韓森 飾 Nola Rice
- 艾蜜莉·摩提默 飾 Chloe Hewett Wilton
- 馬修·古德 飾 Tom Hewett
- 布萊恩·考克斯 飾 Alec Hewett
- 彭妮露比·韋頓（英语：Penelope Wilton） 飾 Eleanor Hewett
- 艾文·布莱纳 飾 Inspector Dowd
- 詹姆斯·内斯比特 飾 Detective Banner
- 瑪格麗特·提扎克（英语：Margaret Tyzack） 飾 Nicole Eastby
- 科林·薩蒙 飾 Ian
- 賽門·昆茲（英语：Simon Kunz） 飾 Rod Carver
- Morne Botes 飾 Michael
- 魯伯·潘瑞-瓊斯 飾 Henry
- Rose Keegan 飾 Carol
- Eddie Marsan 飾 Reeves
- Miranda Raison 飾 Heather
- Zoe Telford 飾 Samantha
- Alexander Armstrong 飾 Mr. Townsend

## 配樂
- 許多場節使用了意大利男高音恩里科·卡魯索的錄音。

## 外部連結
- AllMovie上《Match Point》的资料（英文）
- 互联网电影数据库（IMDb）上《Match Point》的资料（英文）
- Locations – Official Visit Britain website